# عبد الله بن سعود بن عبد العزيز بن محمد آل سعود
الإمام عبد الله (الأول) بن سعود الكبير بن عبد العزيز بن محمد آل سعود، أمام وآخر أئمة الدولة السعودية الأولى والحاكم الخامس من أسرة آل سعود وأمير إمارة الدرعية الثامن عشر، وآخر حاكم اتخذ من الدرعية عاصمة لملكه، والابن الأكبر للإمام سعود الكبير ابن الإمام عبد العزيز ابن الإمام محمد آل سعود.
واجه الإمام عبد الله بن سعود الكبير حملات كبرى من الدولة العثمانية بقيادة والي مصر محمد علي باشا والتي كانت قد بدأت منذ أواخر عهد والده الذي استطاع بحنكته صدها غير مرة في وقعة وادي الصفراء ووقعة تربة الأولى والثانية ووقعة الحناكية الأولى ووقعة القنفذة الأولى والثانية إلى أن توفي أثناء استعداده للمسير لملاقاة قوات محمد علي باشا التي زحفت نحو وادي بسل بعد سقوط مكة المكرمة فتوفي بالدرعية لعلة أصابته في بطنه؛ فخلفه ابنه الإمام عبد الله الذي واصل حربه مع العثمانيين في فترة حكمه الممتدة لأربعة سنوات والتي انتهت بسقوط الحجاز ومحاصرة الدرعية. أسر الإمام عبد الله بن سعود الكبير وأرسل إلى الأستانة بعد حصارٍ استمر ستة أشهر للدرعية حيث أعدم سنة 1234هـ/1818م.

## نسبه
هو الإمام عبد الله الأول بن سعود الكبير بن عبدالعزيز بن محمد بن سعود بن محمد بن مقرن بن مرخان بن إبراهيم بن موسى بن ربيعة بن مانع بن ربيعة المريدي من بنو حنيفة بن لجيم بن صعب بن علي بن بكر بن وائل بن قاسط بن هنب بن أفصى بن دعمي بن جديلة بن أسد بن ربيعة بن نزار بن معد بن عدنان.

## مولده ونشأته
ولد الإمام عبد الله بن سعود الكبير في الدرعية في القرن الثامن عشر للميلاد ولا يعرف بالتحديد تاريخ مولده. تدرب على أعمال الفروسية في سن مبكرة وكان والده ينيبه في الحكم إذا خرج من الدرعية في حملاته. قاد الإمام عبد الله بن سعود الكبير القوات في معركة وادي الصفراء التي حدثت بين الجيوش السعودية وقوات طوسون باشا والتي تكللت بصد حملة طوسون باشا عن المدينة المنورة سنة 1226هـ/1812م.

## فترة حكمه ونهايتها
تولى الحكم عقب وفاة والده سنة 1229هـ/1814م وحتى سنة 1233هـ/1818م، وامتد حكمه لمدة أربع سنوات، كانت البلاد فيها غير مستقرة ومضطربة، فقد أرسل والي مصر محمد علي باشا ابنه طوسون باشا على رأس جيش كبير إلى ناحية الحجاز ومن ثم سار بنفسه للحجاز بعد هزيمة طوسون باشا في تربة والحناكية فقاد الجبهة ما بين سنتي 1813م-1815م، ومن ثم لحقهما إبراهيم باشا بعد إصابة طوسون باشا وبأمر وتمويل من الدولة العثمانية لشن حملات عسكرية على الدولة السعودية الأولى. واجهت هذه الحملات الفشل تماما أول الأمر بل وتعثرت في ثلاث معارك كبيرة في تربة البقوم التي تعد العمق الإستراتيجي للدرعية ولنجد عموما. شهدت أيضا فترة حكمه اضطراب أمور دولته ناحية عمان بعد مقتل قائد الجيوش السعودية مطلق بن محمد المطيري في بلدة الواصل بولاية بدية الشرقية العمانية في آواخر عهد والده الإمام سعود الكبير؛ بالإضافة إلى تعاظم تهديد الإمبراطورية البريطانية لموانئ حلفاء الدرعية الشيوخ القواسم منذ الحملة البريطانية الثانية على القواسم 1809م والتي كانت تسعى لاحتلال ساحل رأس الخيمة.

### تحصينات الدرعية في عهد الإمام عبد الله بن سعود الكبير
كانت مدينة الدرعية تتألف من خمسة أحياء متجاورة يحيط بكل منها سور، فكانت المدينة محصنة تحصيناً منيعاً؛ حيث كانت تمتد على ضفتي وادي حنيفة على جبلين مرتفعين وحُفر لاحقا خندق لزيادة تحصينها، ويحيطها سور جامع يوفر لها الحماية المطلوبة مع أبراج المراقبة للتنبيه لكل حي والمزودة بالمدافع.

## حصار الدرعية
تقدمت آخر الحملات التي أرسلها العثمانيون على نجد سنة 1232هـ/1817م فوصلت إلى حدود الدرعية على ضفاف وادي حنيفة بعد معركة بسل الشهيرة التي استولت فيها قوات محمد علي باشا على معسكرات السعوديين وكلفتهم خسائر مادية جسيمة، تلاها تهاوي المدن الحجازية الذي جاء مترتباً على انتصارات العثمانيين المتتالية في أكثر من وقعة، مثل: الحملات على حصون بخروش (1229هـ-1230هـ)/(1814م-1815م)؛ وقعة بيشة (1230هـ)/(1815م)؛ وقعة قصر البعجاء (1230هـ)/(1815م)؛ معارك عسير (1230هـ_1231هـ)/(1815م-1816م)؛ وقعة الحناكية الثانية (1232هـ)/(1817م)؛ وما تلاها من توغل في نجد من حصار الرس الذي امتد من شهر شعبان لشهر ذو الحجة لسنة 1817م؛ ووقعة عنيزة؛ ووقعة بريدة؛ وحصار شقراء؛ ومذبحة ضرما؛ ومعارك منفوحة وعرقة وبقية حواضر نجد؛ عندها تحصن رجال الدولة السعودية في عاصمتهم الدرعية فحاصرها رجال إبراهيم باشا حصاراَ شديداً لستة أشهر إلى سنة 1233هـ/1818م، حتى نفد السلاح والزاد وكثر القتل برجال الدرعية وضعف من فيها؛ مما دفع الإمام عبد الله بن سعود الكبير إلى أن يخرج لمقابلة القائد للاتفاق حول الاستسلام وكانت شروط الإتفاق على النحو التالي:
1. إنهاء الحرب.
2. يتعهد إبراهيم باشا بعدم المساس بالدرعية أو بأيٍ من أهلها.
3. أن يسلم الإمام نفسه إبراهيم محمد علي باشا.[16][17][18]

بعد أن قَبل الإمام عبد الله بن سعود الكبير بالشروط، قام بتنفيذ الاتفاق لكن سرعان ما نكث إبراهيم باشا بما تعهد به حيث قام بعد أن استولى على الدرعية بتدمير معظم أسوار وتحصينات وبيوت الدرعية وحرق نخيلها وسلب أرزاقها وقتل علمائها، ونهب معظم الوثائق والمخطوطات والكتب التي وصل إليها، وقام بملاحقة من ترك الدرعية من عائلة آل سعود كتركي بن عبد الله بن الإمام محمد آل سعود مؤسس الدولة السعودية الثانية لاحقاً. لم يطل بقاء هذه الحملة إذ سرعان ما شُنَّت عليها مئات الغارات فاضطرت للانسحاب سنة 1819م وعادت الدولة السعودية للظهور ثانية بقيادة تركي بن عبد الله بن الإمام محمد آل سعود.
ويروي الضابط البريطاني فورستر سادلير في مذكراته رحلة عبر الجزيرة العربية أن «أوامر الباب العالي اقتضت تدمير الدرعية تدميراً كاملاً»، ويضيف أن إبراهيم باشا «دمر الدرعية تدميراً كاملاً فقطع كل شجرة نخيل في جوارها، وأحرق كل جذع، وكل عصا خشبية في بيوت السكان»
وصلت أخبار سقوط الدولة السعودية الأولى إلى الباب العالي وعمت الأفراح الدولة العثمانية، روى المؤرخ المصري عبد الرحمن الجبرتي المعاصر لتلك الحقبة رد فعل محمد علي باشا عند سقوط الدرعية في كتابة تاريخ عجائب الآثار في التراجم والأخبار قائلاً: «واستهل شهر ذي الحجة الحرام بيوم الجمعة سنة 1233 وفي سابعه وردت بشائر من شرق الحجاز بمراسلة من عثمان آغا الورداني أمير الينبع بأن إبراهيم باشا استولى على الدرعية؛ فانسر الباشا لهذا الخبر سرورا عظيما وانجلى عنه الضجر والقلق وأنعم على المبشر وعند ذلك ضربوا مدافع كثيرة من القلعة والجيزة وبولاق والأزبكية وانتشر المبشرون على بيوت الأعيان لأخذ البقاشيش».
وقال أيضاً: «ووردت الأخبار من شرق الحجاز والبشائر بنصرة حضرة إبراهيم باشا قبل استهلال السنة بأربعة أيام فعند ذلك نودي بزينة المدينة سبعة أيام أولها الأربعاء السابع عشر من ذي الحجة ونصبت الصواوين خارج باب النصر عند الهمايل وكذلك صيوان الباشا وباقي الأمراء والأعيان خرجوا بأسرهم لعمل الشنك والحرائق وأخرجوا من المدافع مائة مدفع وعشرة وتماثيل وقلاعا وسواقي وسواريخ وصورا من بارود بدأوا في عمل الشنك من يوم الأربعاء فيضربون بالمدافع مع رماحه الخيالة من أول النهار مقدار ساعة زمانية وربع قريبا من عشرين درجة ضربا متتابعا لا يتخلله سكون على طريقة الإفرنج في الحروب بحيث أنهم يضربون المدفع الواحد اثنتي عشرة مرة وقيل أربع عشرة مرة في دقيقة واحدة فعلى هذا الحساب يزيد ضرب المدافع في تلك المدة على ثمانين ألف مدفع بحيث يتخيل الإنسان أصواتها مع أصوات بنادق الخيالة المترامحين رعودا هائلة ورتبوا المدافع أربعة صفوف ورسم الباشا أن الخيالة ينقسمون كذلك طوابير ويكمنون في الأعالي ثم ينزلون مترامحين وهم يضربون بالبنادق ويهجمون على المدافع في حال اندفاعها بالرمي فمن خطف شيئا من أدوات الطبجية الرماة يأتي به إلى الباشا ويعطيه البقشيش والأنعام».
وقال كذلك في وصف الحفلات: «وحول محل الحراقة حلقة دائرة متسعة حولها ألوف من المشاعل الموقدة وطلبوا لعمل أكياس بارود المدافع مائتي ألف ذراع من القماش..، إلى أن قال: وبعد انقضاء السبعة أيام المذكورة حصل السكون».
في نوفمبر 1818م وصل الإمام عبد الله بن سعود الكبير إلى مصر فاستقبله والي مصر محمد علي باشا بالحفاوة في قصره بشبرا، رغم أن بعض الكتب في تلك الفترة ذكرت بأن محمد علي باشا كتب للسلطان محمود الثاني بأن يعطي الأمان للإمام عبد الله بن سعود الكبير ويوصي به خيراً ومن معه وأنه سيتم ترحيله من مصر إلى الأستانة، وهذا ما أخبر به محمد علي باشا للإمام عبد الله بن سعود الكبير في مجلسه بقصر شبرا، ولكن حقيقة الأمر والواقع لدى محمد علي باشا، هو تسليم الإمام عبد الله ومن معه من قواده مقابل تسليم الحكم المطلق لمحمد علي باشا بمصر دون الرجوع للباب العالي، وتم تنفيذ طلبه من قِبل السلطان العثماني، وبذلك تم ترحيل الإمام عبد الله بن سعود الكبير ومن معه إلى الأستانة بعد يومين فقط من وصوله إلى مصر، وما أن وصلها حتى شهر به في شوارعها لثلاثة أيامٍ كاملة ثم أمر بإعدامه في سنة 1234هـ/1818م.
جرى إعدامه مع عدد من رجالات دولته وفي نواحي متفرقة من الأستانة، منهم:
1. عبد الله السري، كاتبه الأول.[28]
2. عبد العزيز بن سلمان كاتبه الثاني.[29]
3. عثمان المضايفي، حاكم الحجاز المعين من قبل الدولة السعودية الأولى والذي علقت جثته على الباب السلطاني.

في حين أعدم في نجد كل من:
1. فهد بن عبد الله بن عبد العزيز بن الإمام محمد بن سعود.
2. محمد بن عبد الله بن الإمام محمد بن سعود.
3. فهد بن تركي بن عبد الله بن الإمام محمد بن سعود.
4. سعود بن عبد الله بن الإمام محمد بن سعود.
5. محمد بن حسن بن مشاري بن سعود.
6. إبراهيم بن عبد الله بن فرحان بن سعود.
7. عبد الله بن ناصر بن مشاري بن سعود.
8. عبد الله بن إبراهيم بن مشارى بن سعود.
9. أحمد محب عبد الصادق آل رشيد.

بالإضافة إلى إعدام أعيان نجد:
1. العديد من آل هذلول وآل ثنيان وآل ناصر وآل سعود.
2. ستة رجال من آل دغيثر.
3. أكثر من 100 رجل من أهل الوشم.
4. ما يقارب الـ 30 رجال من الحوطة والحريق.
5. أربعين رجل من أهل المحمل.
6. أربعين رجل من أهل عرقة.
7. خمسين رجل من أهل المنفوحة.
8. كما قتل أعداد من أهل القصيم والأفلاج وسدير والعيينة وحريملاء.

وكثيرا من هؤلاء القتلى تم إعدامهم في الدرعية على يد إبراهيم باشا.
اما عن مقتل الإمام عبد الله بن سعود؛ فيذكر العجلاني نقلاً عن أحد الرحالة الأجانب قوله: «لقد رأيت بأم عيني إعدام عبد الله بن سعود رئيس الوهابين الذي قتلوه في ساحة آيا صوفيا مقابل قصر حدائق السراى في شهر نوفمبر عام 1818م» ويضيف نقلاً عن أحد المؤرخين الأجانب «أن الترك وضعوا رأس عبد الله بعد إعدامه في فوهة مدفع ورموها، وأما جسده فعلقوه على عامود وبسطوا عليه قطعة بيضاء من القماش كتب عليها الحكم الصادر عليه، ليقرأه الناس»

## معركة الدفاع عن الدرعية
كان وصول إبراهيم باشا بقواته إلى مشارف الدرعية «الملقى» في غرة شهر جُمادى الأولى سنة 1233هـ/مارس 1818م، وبعدها ابتدأت وقائع معركة الدرعية والتي استمرت على جبهات عديدة لستة أشهر وقد استخدمت فيها السيوف، والرماح، والبنادق، والمدافع، والقبوس، والقنابر، ومنها:
- واقعة العلب:

بعد أن عسكر إبراهيم باشا في الملقى سار مع بعض جنوده بالخيل ومعه بعض المدافع ليختار المواقع التي يريد النزول بها عند الدرعية حتى وصل إلى منطقة «العلب» في أعلى الدرعية فنزلوا فيها فقام إبراهيم باشا بحفر متاريس «خنادق» مقابل متاريس الإمام عبد الله بن سعود الكبير فابتدر الإمام عبد الله بن سعود الكبير بإطلاق النار من مدافعه، وقد ذكر ذلك إبراهيم باشا في رسالة وجهها إلى أبيه محمد علي باشا ضمن وثائق الأرشيف العثماني، قال فيها: «بما أن الدرعية كائنة بين جبلين فوزع قسم المذكور -أي عبدالله بن سعود- السعوديين على الجبال وأطراف مضيق الدرعية وفي داخل الحدائق -أي المزارع- المختلفة وبقية أعوانه في داخل الأسوار والأبراج وقوى متاريسه تقوية جدية على وجه لا تنفذ فيها القذائف».
- واقعة غبيراء:

وهي الشعيب الواقع في أقاصي المتاريس الجنوبية من الدرعية، وسببها أن إبراهيم باشا جمع خيلا هاجم بهم متاريس «خنادق» أهل الدرعية ليلاً من الخلف فحصلت الهزيمة على أهل الدرعية وقُتل منهم بعض الرؤساء والقادة من آل سعود وغيرهم، مثل: فهد بن تركي بن عبد الله بن الإمام محمد بن سعود، ولا يذكر ابن بشر عدد قتلى جيش إبراهيم باشا بل يقول: «إنهم قتل منهم مقتلة، وهرب من الدرعية تلك الليلة عدة رجال من أهل النواحي، هذا وأهل الدرعية في متاريسهم المذكورة لم يختلف منها شيء».
- واقعة سمحة النخل:

وهي في أعلى الدرعية وفيها انهزم أهل الدرعية وابتعدوا عن متاريسهم إذ يشير ابن بشر إلى أن أناسا من أهل البلد خرجوا إلى إبراهيم باشا وأخبروه بعورات البلد ومواطن الضعف فيها فجمع إبراهيم جنوده وخيالته وهاجم بهم على بعض متاريس الدرعية وبروجها حسب ما أرشدهم إليه الذين انضموا إليهم من أهل الدرعية. فاقتحم إبراهيم مترس عمر بن الإمام سعود الكبير ومترس فيصل بن الإمام سعود الكبير في سمحة وغيرهم فثبت بعضهم واضطر البعض الآخر إلى الانسحاب بالإضافة لسقوط البرج الذي يلي المتراس. وفي وثيقة أخرى تشتمل على رسالة بعثها إبراهيم باشا إلى أبيه محمد علي باشا يرسم فيها خطة اقتحام الدرعية وتتلخص في إنه سيخصص جنود المشاة للزحف على الدرعية وباقي أبراجها ومتاريسها، كل جماعة تتجه إلى قسم من أقسام الدرعية وتستفرد بها والتي ذكر أنها خمسة أقسام، وذلك بدلا من إحاطتها كلها بجنود وهذا يتطلب عدداً كبيرا من الجنود حيث يذكر «أن الرجل من المشاة لا يمكن أن يُتم السير في طول الدرعية وعرضها بأقل من مدة ساعتين ونصف».
كما يذكر في رسالته تلك بوقوع معارك كبيرة على أحد الأسوار مع الإمام عبد الله بن سعود الكبير وأتباعه قتل فيها أخواه فيصل بن الإمام سعود الكبير وتركي بن الإمام سعود الكبير منذ بداية حصار الدرعية حتى تاريخ الرسالة وهو 9 رمضان سنة 1233هـ.
- واقعة السلماني:

وذلك أن أهل الدرعية بعد انسحابهم من متاريس «سمحة» السابقة الذكر عسكروا في السلماني ووقع بينهم وبين جنود إبراهيم باشا قتال شديد قتل من جنود إبراهيم باشا قتلى كثيرون -كما يذكر ابن بشر- واستمر القتال من العصر إلى ما بعد العشاء.
- واقعة شعيب البليدة:

في الجهة الجنوبية من الدرعية حيث نشب فيها قتال بين الجانبين، ثم وقع قتال آخر من بعد الظهر إلى ما بعد العصر حيث حمل جنود إبراهيم باشا على متاريس أهل الدرعية، لكن أهل الدرعية -كما يقول ابن بشر- حملوا عليهم وأخرجوهم منها.
- واقعة شعيب قليقل:

في الجهة الشمالية من الدرعية حيث حصل فيها قتال حينما حمل جنود إبراهيم باشا على أهل الدرعية في ذلك المكان فثبتوا لهم، ثم إن إبراهيم باشا بعث جنودا له إلى بلدة عرقة -قرب الدرعية- التي كانت تمد الدرعية فهجم عليها ودمرها.
- وقعة حريق المستودع:

وهو حريق نشب في مستودع أسلحة جيش إبراهيم باشا وقد خسر فيه أعداد كبيرة من معداته وقواته، قال المؤرخ المصري عبدالرحمن الجبرتي الذي عاصر تلك الفترة في كتابه عجائب الآثار في التراجم والأخبار: «إنه في منتصف شهر رمضان سنة 1233هـ وصل نجاب وأخبر أن إبراهيم باشا ركب إلى جهة من نواحي الدرعية لأمر يبتغيه وترك عرضية -نائباً عنه- فأغتنم السعوديين غيابه وكبسوا على العرضي على حين غفلة وقتلوا من العساكر عدة وافرة وأحرقوا الجبخانة -الذخيرة- فعند ذلك قوي الاهتمام وارتحل جملة من العساكر في دفعات ثلاث براً وبحراً يتلو بعضهم بعضاً في شعبان ورمضان».
- واقعة الرفيعة:

وهي نخل في شرق الدرعية، حصل فيها مقتلة عظيمة بين الجانبين ووقعات عديدة، كما أن أهل الناحية الشمالية للدرعية حملوا على معسكر إبراهيم باشا فقتلوا عدة قتلى منهم، ويقول المؤرخ ابن ابشر: {{اقتباس مضمن|إنه جرت واقعة أخرى كبيرة في الرفيعة سببها أن إبراهيم باشا سار بعسكره من مخيمه، ومعه مدفعين، وسار خلفه القرابة، ومن معهم أهل الخرج، وناصر صاحب الرياض بأهل الرياض، فأقبل الباشا ومن معه من الخيل، وحمل على المتارس والمحاجي، التي في شعيب الرفيعة فوقع فيهم هزيمة؛ فظهر عليهم فهد بن عبدالله بن عبدالعزيز من الرفيعة ومعه جمع من أهل الدرعية وأهل سدير وغيرهم، فوقع بينهم وبين القرابة قتال شديد؛ فحمل عليهم الباشا بالخيل فقتل من أهل الدرعية عدة قتلى منهم فهد بن عبدالله المذكور.. وحصل جلاد كبير من بعد طلوع الشمس إلى وقت الظهيرة، وانفضت الوقعة عن قتلى كثيرة من الفريقين.
- الهجوم العام على الدرعية:

يذكر -ابن بشر- أن ذلك الهجوم العام قد بدأ في الثالث من ذي القعدة سنة 1233هـ/سبتمبر 1818م أي بعد ستة أشهر من حصار الدرعية، حينما حمل إبراهيم باشا بجيشه على جهات الدرعية الأربع كلها الجنوبية والشمالية والشرقية والغربية مستغلا وصول إمدادات ضخمة أرسلها والده بعد محرقة المستودع من مصر، وكذلك ما توفر من معلومات هامة عن مواطن الضعف في الأسوار والمتاريس والأبراج والجنود لبلدة الدرعية، وكان الاستعداد لهذا الهجوم قد بدأ من الليل حيث جمع إبراهيم باشا مدافعه حول جهات الدرعية الأربع وجمع أكثر خيالته وجنوده عند الجهة الجنوبية من الدرعية بينما ركز مدافعه على الجهة الشمالية أكثر من غيرها وعند الفجر اتجه الخيالة والجنود إلى «مشيرفة» في الجهة الجنوبية وفيها نخل الإمام سعود الكبير بن عبد العزيز فوجدوا المكان خاليا فدخلوه واستولوا عليه، ثم ابتدأ الهجوم العام من جميع الجهات ليشغلوا أهل الدرعية عن استيلائهم على مشيرفة. فاشتد القتال بين الجانبين ولم يلبث أن خرجت خيالة وجنود إبراهيم باشا على أهل الدرعية من جهة مشيرفة ففاجأوا أهل الدرعية وحصل منهم الارتباك ثم الانهزام فتركوا مواقعهم وتفرقوا، كل أهل نزلة قصدوا منازلهم وتوزعوا على الأحياء واعتصموا فيها ومنهم سعد بن الإمام عبد الله بن سعود الكبير تحصن في قصر غصيبة ومعه خمسمائة من أعوانه، أما الإمام عبد الله بن سعود الكبير فقد كان في سمحان عند بوابتها حينذاك مع مجموعة من أهل الدرعية يقاتلون عنها، فلما علم بهذا التطور انتقل من سمحان إلى قصره في الطريف وتحصن فيه، فاستولى جنود إبراهيم باشا على سمحان وأخذوا يرمون أصحاب البيوت بالمدافع. فخرج عليهم أهل السهل بين الجبلين وعلى رأسهم الشيخ عبد الله ابن الشيخ محمد بن عبد الوهاب التميمي وابنه الشيخ سليمان مستميتين في طرد قوات إبراهيم باشا واستمر قتالهم في الشوارع وأمام الدور حتى الليل، واستطاعوا زحزحة قوات إبراهيم باشا من مكانها بعد أن سقط العديد من القتلى وأرادوا الصلح مع إبراهيم باشا على البلد كلها فأبى إلا على السهل فقط. فعاد القتال بين الجانبين وركز إبراهيم باشا مدافعه على الطريق حيث يعتصم الإمام عبد الله بن سعود الكبير، فتهدمت جوانب من القصر، فأخرج الإمام عبد الله مدافعه منه ونقلها إلى مسجد الطريف وأخذ يرمي عدوه منه ومعه مجموعة من أهل الدرعية، واستمروا على ذلك يومين في قتال عنيف، ثم حصل تناقص في أتباع الإمام عبد الله حيث وقعت كافة الحصون في اليوم الثاني من الهجوم ولم يبق غيره -وكما يقول ابن بشر-: «تفرق عن عبدالله أكثر من كان عنده، فلما رأى عبدالله ذلك بذل نفسه وفدى بها عن النساء والولدان والأموال، فأرسل إلى الباشا وطلب المصالحة، فأمره أن يخرج إليه، فخرج إليه وتصالحا على أن يركب إلى السلطان فيحسن إليه أو يسيء وانعقد الصلح على ذلك».
بنود صلح الدرعية:
- إنهاء الحرب، ودخول الدرعية في طاعة إبراهيم باشا.
- بذل الأمان لأهل الدرعية على أنفسهم وأموالهم، وعدم هدم الدرعية وتخريبها وحرق زروعها.
- يسافر الإمام عبد الله بن سعود الكبير إلى مصر ثم إلى الأستانة.[17][18][44]

## صفاته
وصفه ابن بشر، قائلاً: «كان عبد الله بن سعود ذا سيرة حسنة، مقيما للشرائع، آمرا بالمعروف، ناهيا عن المنكر، كثير الصمت، حسن السمت، كثير الوقار، باذل العطاء وموقراً للعلماء».

## حال نجد بعد مقتله
قال ابن بشر: «عن هذه السنة، كثر فيها الاختلاف والاضطراب، ونهب الأموال، وقتل الرجال، وتقدم أناس وتأخر آخرون وذلك بحكمة الله سبحانه وتعالى. وقد انحل فيها نظام الجماعة، والسمع والطاعة، وعدم الأمر بالمعروف، والنهي عن المنكر، حتى لا يستطيع أحد أن ينهى عن منكر أو يأمر بطاعة» إلى أن قال:«وسُل سيف الفتنة بين الأنام، وصار الرجل في جوف بيته لا ينام، وتعذرت الأسفار بين البلدان، وتطاير شرر الفتن في الأوطان، وظهرت دعوة الجاهلية بين العباد، وتنادوا بها على رؤوس الأشهاد».
وقال محمد بن عمر الفاخري التميمي -أحد مؤرخي الدولة السعودية الأولى والمعاصر لها- المتوفي سنة 1277هـ في وصف تلك الحقبة بقصيدته:
كما قال في قصيدته المشهورة في عمال الأتراك:

## إخوانه
- تركي بن سعود الكبير بن عبد العزيز آل سعود.
- خالد بن سعود الكبير بن عبد العزيز آل سعود.
- مشاري بن سعود الكبير بن عبد العزيز آل سعود.
- عمر بن سعود الكبير بن عبد العزيز آل سعود.
- إبراهيم بن سعود الكبير بن عبد العزيز آل سعود.
- فيصل بن سعود الكبير بن عبد العزيز آل سعود.
- ناصر بن سعود الكبير بن عبد العزيز آل سعود.
- سعد بن سعود الكبير بن عبد العزيز آل سعود.
- فهد بن سعود الكبير بن عبد العزيز آل سعود.
- حسن بن سعود الكبير بن عبد العزيز آل سعود.
- عبد الرحمن بن سعود الكبير بن عبد العزيز آل سعود.

## أبناؤه
ذكر الشيخ عبدالرحمن بن حسن ابن الشيخ محمد بن عبدالوهاب التميمي الذي فر من مصر سنة 1825م في كتابه المقامات، أن أبناء الإمام عبد الله بن سعود الكبير الذكور قد أسروا ونقلوا إلى مصر بعد مقتل والدهم ما نصه: «بعد روحة عبد الله بن سعود تبعه عياله».
- سعد بن عبد الله بن سعود الكبير آل سعود
- سعود بن عبد الله بن سعود الكبير آل سعود
- محمد بن عبد الله بن سعود الكبير آل سعود
- عريب بن عبد الله بن سعود الكبير آل سعود
- موضي بنت عبد الله بن سعود الكبير آل سعود